# Calomyrmex glauerti
Calomyrmex glauerti är en myrart som beskrevs av Clark 1930. Calomyrmex glauerti ingår i släktet Calomyrmex och familjen myror. Inga underarter finns listade.